# Androgeos
Androgeos – w mitologii greckiej syn Minosa i Pazyfae; brat m.in.: Glaukosa, Ariadny, Fedry, Akalle i Katreusa.
Brał udział w polowaniu na byka maratońskiego, ale nie powiodło mu się i został rozszarpany na strzępy. Inna wersja mitu mówi, iż to Ateńczycy zabili Androgeosa z zawiści, gdy odniósł zwycięstwo w igrzyskach na cześć Ateny. Śmierć Androgeosa pomścił ojciec, Minos, który napadł na Ateny i zmusił je do płacenia haraczu w postaci siedmiu mężczyzn i siedmiu kobiet, którzy mieli być oddani na pożarcie Minotaurowi (wśród haraczu znalazł się Tezeusz).